# Ebbe Rode
Ebbe Rode (10 de mayo de 1910 – 23 de mayo de 1998) fue un actor, poeta y autor de nacionalidad danesa, hermano de Mikal Rode.

## Biografía
Nacido en Frederiksberg. Dinamarca, sus padres eran el poeta Helge Rode y la autora Edith Rode.
Actuó en diferentes piezas teatrales desde su debut en 1931 en el Dagmarteatret, participando a lo largo de su carrera en más de 50 producciones cinematográficas y televisivas danesas. Fue actor del Teatro Real de Copenhague entre 1932 y 1956, y nuevamente desde 1965. Además de por sus destacados papeles teatrales, también es recordado por sus lecturas de monólogos de Robert Storm Petersen.
Ebbe Rode estuvo casado con Bodil Kjer, Helle Virkner y Nina Pens. Fue padre de Martin Rode. El actor falleció a causa de una neumonía en Copenhague, Dinamarca, en 1998. Fue enterrado en el Cementerio viejo de Frederiksberg.

## Filmografía (selección)
- 1933 : Tango
- 1935 : Provinsen kalder
- 1936 : Millionærdrengen
- 1937 : Den kloge mand
- 1938 : Balletten danser
- 1942 : Frøken Vildkat
- 1942 : Lykken kommer
- 1942 : Afsporet
- 1942 : Søren Søndervold
- 1943 : Som du vil ha' mig
- 1944 : Familien Gelinde
- 1944 : Teatertosset
- 1944 : Frihed, lighed og Louise
- 1944 : Otte akkorder
- 1944 : Spurve under taget
- 1944 : To som elsker hinanden
- 1945 : Den usynlige hær
- 1946 : Ditte Menneskebarn
- 1946 : Jeg elsker en anden
- 1947 : Familien Swedenhielm
- 1947 : Ta', hvad du vil ha'
- 1948 : Kristinus Bergman
- 1949 : John og Irene
- 1949 : For frihed og ret
- 1950 : Din fortid er glemt
- 1951 : Nålen
- 1951 : Fireogtyve timer
- 1956 : Vi som går stjernevejen
- 1957 : Jeg elsker dig
- 1961 : Harry og kammertjeneren
- 1962 : Det stod i avisen
- 1964 : Gertrud
- 1966 : Naboerne
- 1966 : Utro
- 1967 : Tre mand frem for en trold
- 1967 : Københavnerliv (serie TV)
- 1970 : Oktoberdage
- 1972 : Livsens Ondskab (miniserie TV)
- 1975 : Aladdin eller Den forunderlige lampe (miniserie TV)
- 1977 : Hærværk
- 1979 : Rend mig i traditionerne
- 1983 : De uanstændige
- 1987 : El festín de Babette
- 1987 : Sidste akt
- 1991 : Høfeber